# Старо-Селиште
Ста́ро-Се́лиште (болг. Старо селище) — село в Разградській області Болгарії. Входить до складу общини Ісперих.

## Населення
За даними перепису населення 2011 року у селі проживали 343 особи.
Національний склад населення села:
| Національність   | Кількість осіб | Відсоток |
| ---------------- | -------------- | -------- |
| турки            | 315            | 93,8%    |
| болгари          | 15             | 4,5%     |
| не визначились   | 4              | 1,2%     |
| Всього відповіли | 336            |          |

Розподіл населення за віком у 2011 році:
Динаміка населення: